# Seberang Jaya
Seberang Jaya is een bestuurslaag in het regentschap Bungo van de provincie Jambi, Indonesië. Seberang Jaya telt 786 inwoners (volkstelling 2010).